# John Kovacevich
John Kovacevich (?, Stari Grad, Hvar - ?) zvani North Pole, hrvatsko-američki filmski glumac. Glumio je u razdoblju od 1920. do 1940. godine. Rodom je iz Starog Grada na otoku Hvaru.
Rodio se u Starom Gradu na Hvaru. 
Glumio je uloge snagatora ili neobičnih likova u hollywoodskim filmovima.